# Schlettereriella erythrothorax
Schlettereriella erythrothorax är en stekelart som först beskrevs av Cameron 1912.  Schlettereriella erythrothorax ingår i släktet Schlettereriella och familjen bracksteklar. Inga underarter finns listade i Catalogue of Life.